# Louis Testart
Louis Testart Basse, también conocido como Luis Testart, fue un empresario de origen francés que se radicó en Valparaíso a inicios del siglo XX, fue el fundador de Compañía de Aeronavegación Sudamericana, primera línea aérea de correo postal de Chile.

## Historia
La historia de la aviación en Chile se remonta al Aeroclub de Chile, creado en el año 1913, y que fue el precursor del Club Aéreo de Chile, el cual fue fundado el 5 de mayo de 1928. El Aeroclub de Chile, fue posteriormente acreditado ante la Federación Aeronáutica Internacional (FAI), y fue el primer ente regulador de este tipo de actividad en el país. Es por lo anterior que los pilotos debían cumplir con los requerimientos establecidos por al Aeroclub para obtener la autorización para pilotear aviones. Según Alberto Fernández Donoso los políticos de la época no apoyaron debidamente los principios de legislación aeronáutica. Esto afecto también a Louis Testart, de todas maneras, Testart inició su proyecto en 1919 utilizando sus redes de contactos para buscar apoyo para su proyecto de aeronavegación comercial, así es como se conservan registros de la correspondencia tanto con el comandante Cochrane Salvo como con el embajador de Francia en Chile, el Sr. L. des Longschamps-Deville. Hacia 1921 el proyecto anunciaba la adquisición de 70 aviones para realizar rutas entre Iquique y Concepción.
El presidente Arturo Alessandri renuncia el 11 de septiembre de 1924, y asume el gobierno una junta el general Luis Altamirano. La Junta clausura el Congreso cuando el Senado había dado su aprobación a Louis Testart por una concesión para la explotación de un servicio aeropostal entre: Iquique, Concepción e intermedios; y entre Valparaíso y Santiago. No obstante lo anterior, la junta decidió promulgar el DL N.º 159, el 18 de diciembre de 1924. Este último le concedió a Testart la autorización para realizar el servicio aeropostal. El vuelo de prueba de la Compañía se realizó el 3 de mayo de 1927 y el primer vuelo comercial Santiago-Valparaíso se realizó el 4 de mayo de 1927. El servicio se hacía diariamente de lunes a viernes dependiendo del clima y de la disponibilidad de los equipos, y tomaba 45 minutos, tiempo inferior a las tres horas y media que tomaba el viaje por el tren expreso entre ciudades.

## Sellos postales — Serie Testart
Debido a la concesión otorgada a la Compañía de Aeronavegación Sudamericana, el ministro del Interior autorizó la emisión de cinco sellos (de 40 y 80 centavos; de 1 peso 20 centavos; de 1 peso y 60 centavos; y de 2 pesos) para el pago del sobrecargo por los servicios de la aerolínea. Estos sellos tuvieron una sobrecarga tipográfica, se emitieron el 3 de mayo de 1927 y no podían ser vendidos directamente al público, y los empleados franqueaban las cartas directamente para impedir que el público se quedara con sellos en su poder. De todas maneras, los coleccionistas de estampillas de la época idearon sistemas para obtener las pocas series nuevas que se conocen.
Luego del accidente de marzo de 1928 y el cierre de los servicios de la aerolínea se produjo un excedente de sellos, dado que no podían ser utilizados, por lo que fueron incinerados en octubre del mismo año, y si bien se desconocen las cantidades destruidas de cada valor, sí se saben los montos totales vendidos: CLP 9525,20 en Valparaíso y CLP 103 987,60 en Santiago. Una estimación de la Sociedad Filatélica de Chile es que no deben existir más de 3000 series completas de estos sellos.
Es en honor a Louis Testart que la serie de sellos se denomina «Serie Testart».